# Mauro Staccioli
 (janvier 2008).
Si vous disposez d'ouvrages ou d'articles de référence ou si vous connaissez des sites web de qualité traitant du thème abordé ici, merci de compléter l'article en donnant les références utiles à sa vérifiabilité et en les liant à la section « Notes et références ».
Mauro Staccioli est un sculpteur italien contemporain né à Volterra, en Toscane, le 11 février 1937 et mort le 1er janvier 2018 à Milan. 
Staccioli est spécialiste de sculptures monumentales de plein air de forme géométrique.  Il a participé à de nombreuses expositions internationales, notamment à la Biennale de Venise (en 1976 et en 1978), à Gubbio, à l'Olympic Park de Séoul, au Symposium d'Andorre, au Parc Tournay-Solvay (1996), au Symposium d'Assouan (2003-2004).  Certaines de ses œuvres sont exposées au Centro per l'arte contemporanea Luigi Pecci.

## Quelques œuvres
- Arcalis 91 - anneau d'acier d'un diamètre de 12 m situé sur le versant du Col d'Ordino à 1 km de la station de ski d'Arcalis (Andorre) (1991) ;
- Anneau - anneau en acier Corten situé devant le siège de la société Ion Beam Applications (IBA), érigé au no 6 de l'avenue Jean-Étienne Lenoir à Louvain-la-Neuve (Belgique) en 1991 par le bureau DSW Architects ;
- Anello (Der Ring)  - 1996, Munich, Allemagne ;
- Sole gabbia - 1997, Pavie (Italie), Horti Borromaici, Almo Collegio Borromeo[2];
- Equilibrio Sospeso - cadre d'acier situé au Rond-Point de l'Europe, sur l'avenue de la Foresterie à Watermael-Boitsfort (Belgique) (1998).  Ce « carré dans la forêt » fut endommagé lors d'un accident de roulage le 14 février 2007, mais une copie identique a été réalisée et a été inaugurée le mercredi 12 décembre 2007 ;
- Arc-en-Ciel - arc d'acier situé square Lainé à Forest (Belgique), installé à l'occasion d'Europalia Italia (2003) ;
- Brufa 04, à Brufa, frazione de Torgiano).

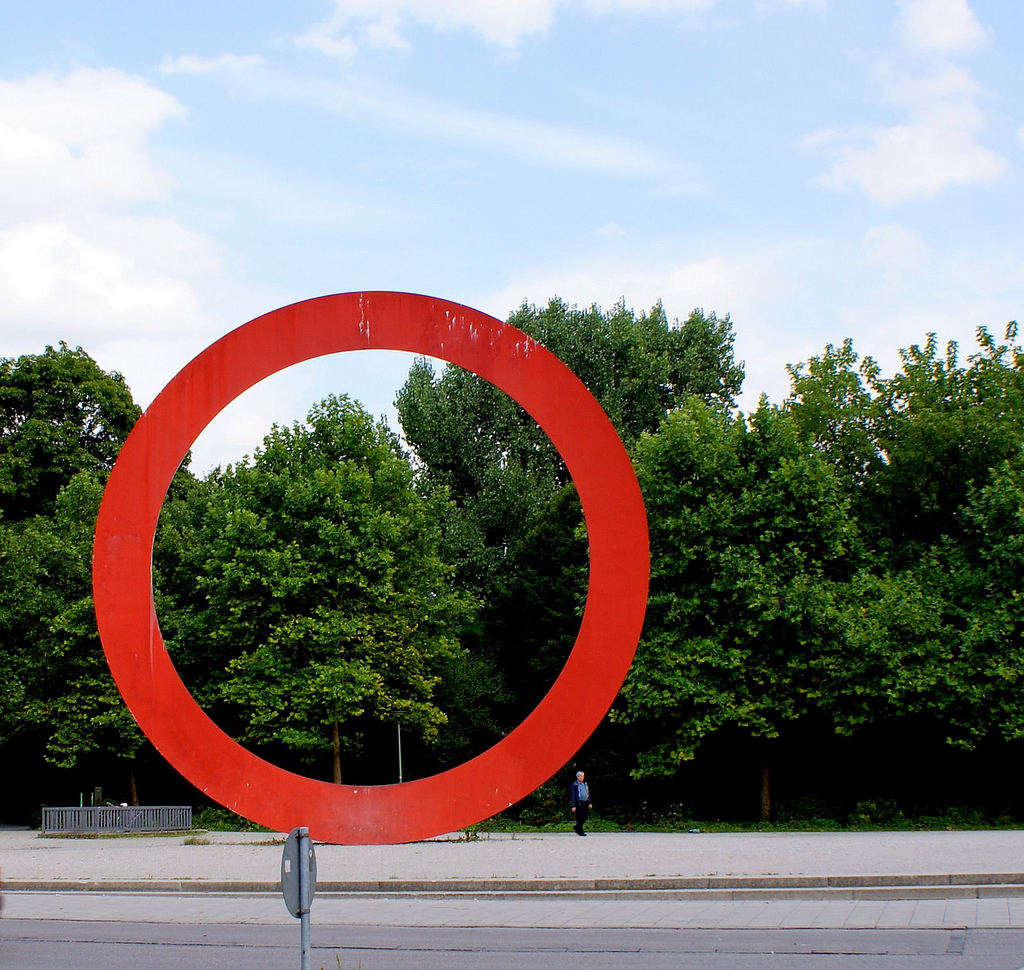
Annelo (Munich).
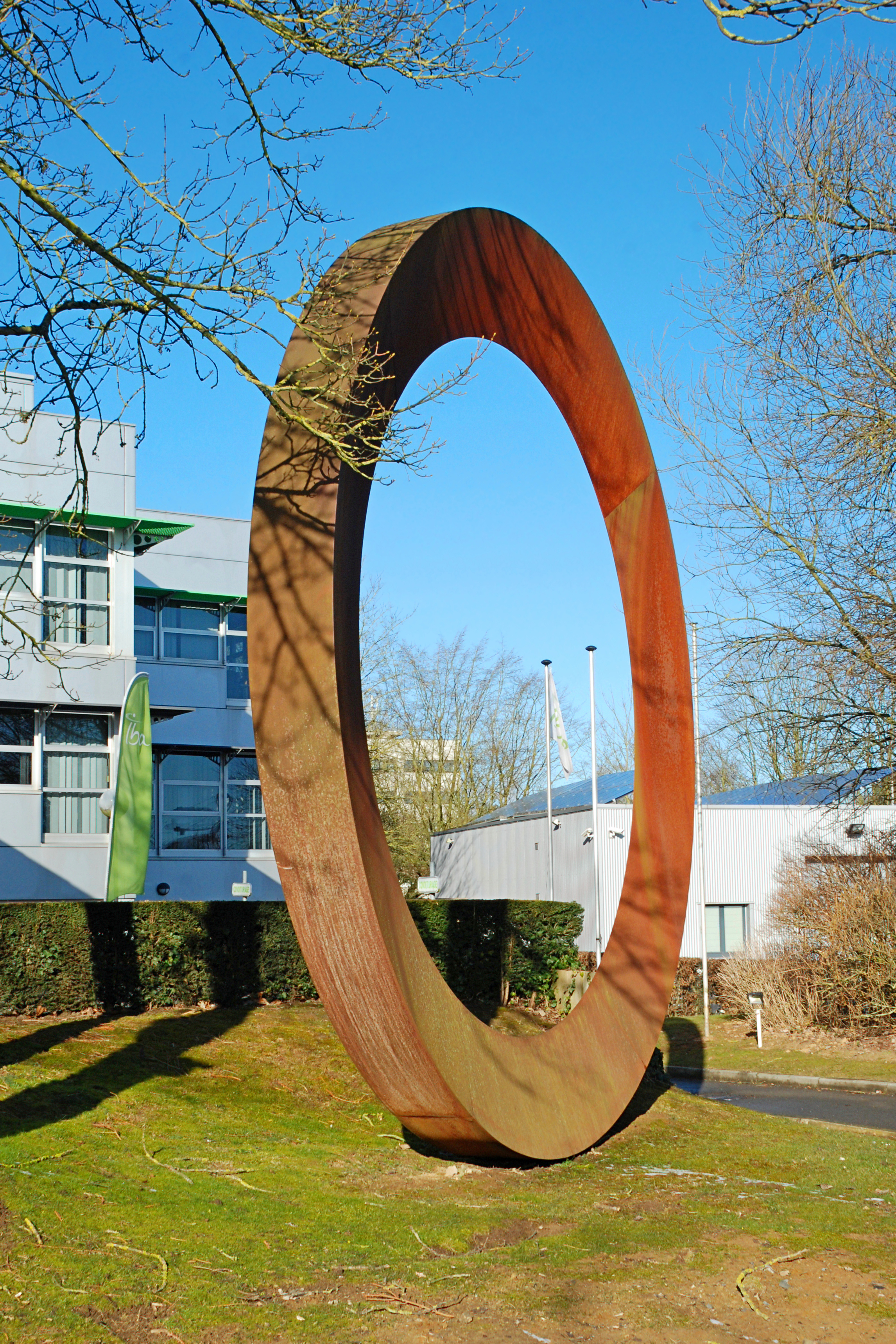
Anneau (Louvain-la-Neuve).
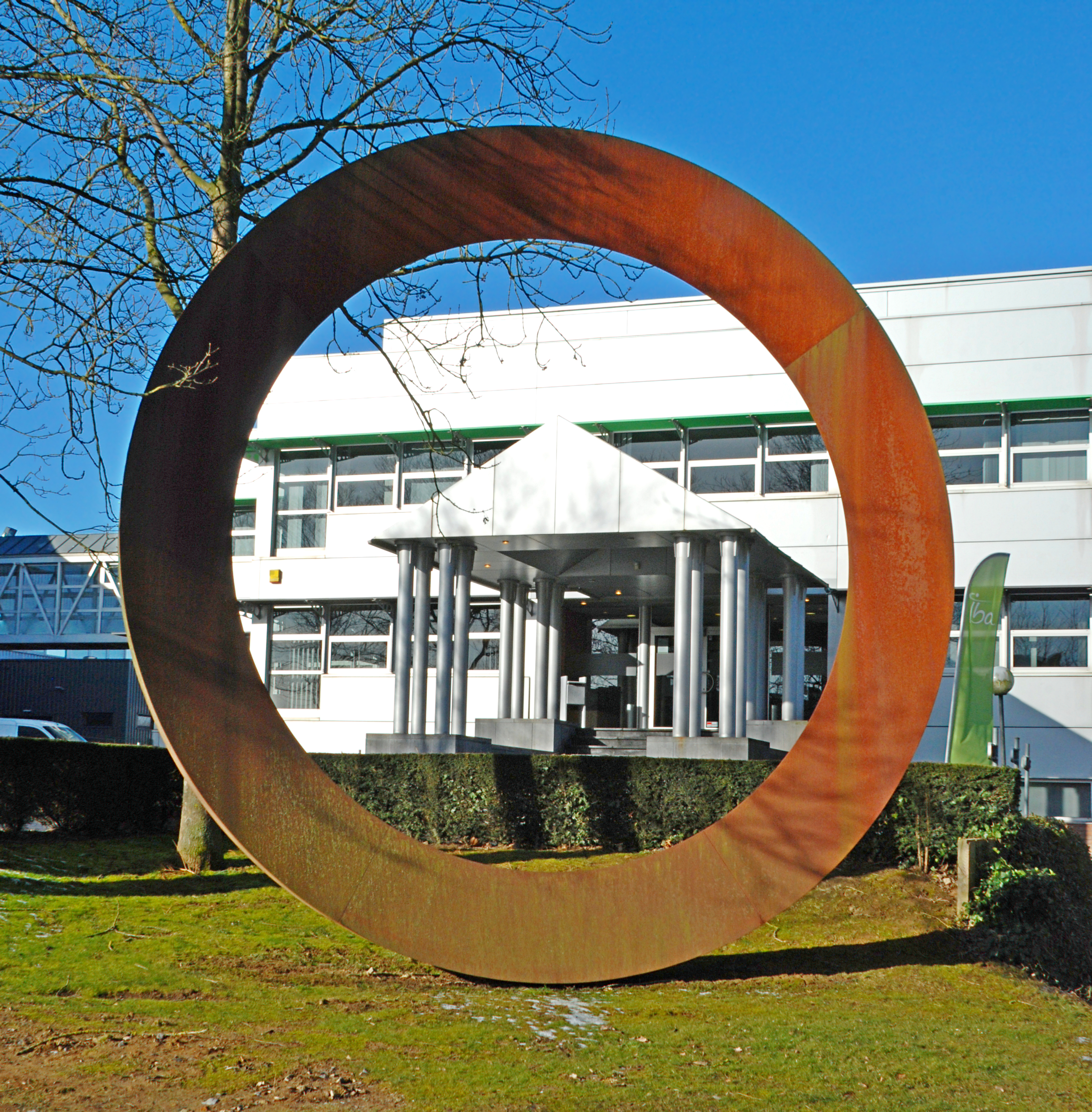
Anneau (IBA, Louvain-la-Neuve).